# Edain
En el llegendari fantàstic de J.R.R. Tolkien, els Edain són aquells homes que van arribar a Beleríand durant la Primera Edat, i van ser aliats dels elfs en les guerres contra el Senyor Fosc.
L'etimologia del mot edain en síndarin (singular Adan) significa 'Segona Gent', volent dir que eren la segon raça a néixer després dels elfs. Al principi es referia a tots els homes, però més tard el nom s'aplicava tan sols als Homes de Beleríand i als seus descendents. El mot en quenya (Atani, singular Atan) va mantenir el significat original.
Es divideixen en tres grans cases, o tribus:
1. La Casa de Bëor: eren de cabell fosc i de complexió robusta. Van ser descoberts per Fínrod Felagund, Senyor de Nargothrond, i sota el seu guiatge van establir-se a les terres del senyor nóldor Àmrod, en un lloc conegut com a Estolad (el campament). Van restar lleials a la Casa de Finarfin, i més tard van poblar les terres de Dorthònion.
2. La segona casa, més tard coneguda com la Casa de Hàleth o els Haladin: Eren un poble introvertit, de cabells foscos però menys robustos que els Bëorians. Vivien separats dels altres homes, i més tard van rebre el permís per establir-se al bosc de Region, una part de Dòriath. Es van mantenir al marge de la majoria de les guerres.
3. La Casa de Màrach, més tard coneguda com la Casa de Hàdor. Eren alts i rossos, molt nombrosos i inclinats a la guerra. Van establir-se a Hithlum, i eren lleials a Fingolfin.

La casa de Bëor va ser pràcticament eliminada per Mórgoth, i els seus supervivents van emparentar-se amb els Hadorians convertint-se amb els Númenóreans. Pel que fa als Haladin de Beleríand, sembla que van ser completament exterminats, o almenys van desaparèixer com a poble.
Quan els Númenóreans van tornar a la Terra Mitjana durant la Segona Edat, van trobar-hi molts homes que òbviament estaven relacionats amb els Atani. Van batejar aquests homes com a Homes Mitjans, i hi van establir relacions amistoses. Aquests pobles inclouen els Rohirrim, els homes de Dale, o la gent de Bree.
Altres homes, com els dunlendins (terrafoscans), no es van reconèixer com a Homes Mitjans, ja que eren hostils a Númenor.
Un quart tipus d'home va aparèixer, i s'anomenaven a ells mateixos els Drûg. Aquest nom es va adaptar en sindarín com a Drúedain (Drûg+Edain). Eren gent estranya, i vivien en boscos. A la Tercera Edat, els seus descendents es coneixien com els Woses del Bosc Drúadan.